# Sharon Finneran
Sharon Evans Finneran (ur. 4 lutego 1946 w Rockville Centre) – amerykańska pływaczka, srebrna medalistka olimpijska z Tokio.
Zawody w 1964 były jej jedynymi igrzyskami olimpijskimi. Zdobyła srebro na dystansie 400 m stylem zmiennym. Zdobyła złoto igrzysk panamerykańskich w 1963 na dystansie 400 metrów stylem dowolnym. Pobiła sześć rekordów świata.
W 1985 została przyjęta do International Swimming Hall of Fame. Olimpijczykami byli również jej brat Mike Finneran oraz córka Ariel Rittenhouse. 